# Escut de la Roca del Vallès
L'escut oficial de la Roca del Vallès té el següent blasonament:
Escut caironat: de sinople, un roc d'or acompanyat de tres creus gregues patents d'or malordenades, el peu d'or, 4 pals de gules. Per timbre una corona de baró.

## Història
Va ser aprovat el 3 de maig del 2001 i publicat al DOGC el 17 del mateix mes amb el número 3390.
El roc és un senyal parlant i les tres creus són un element tradicional de l'escut de la població. El castell de la Roca fou el centre d'una baronia des de 1468, i això és simbolitzat per la corona de baró. Al poble li va ser atorgat el títol de "carrer de Barcelona", i per això l'escut ostenta els quatre pals reials, emblema del Casal de Barcelona.